# مشهدی حسین‌لی
مشهدی حسین‌لی (به ترکی آذربایجانی: Məşədi Hüseynli) یک منطقه مسکونی در جمهوری آذربایجان است که در شهرستان جلیل‌آباد واقع شده است. مشهدی حسین‌لی ۱۱۷ نفر جمعیت دارد.